# لون بات رنچ (آریزونا)
لون بات رنچ (به انگلیسی: Lone Butte Ranch) یک منطقهٔ مسکونی در ایالات متحده آمریکا است که در آریزونا واقع شده‌است. لون بات رنچ ۳۳۹ متر بالاتر از سطح دریا واقع شده‌است.